# Schweriner FC 03
Schweriner FC 03 (celým názvem: Schweriner Fußballclub von 1903) byl německý fotbalový klub, který sídlil v meklenburském městě Schwerin. Založen byl v roce 1903. Svůj poslední název nesl od roku 1938. Zanikl po ukončení druhé světové války, poté co byla všechna dřívější sportovní sdružení v sovětské okupační zóně zrušena. Své domácí zápasy odehrával na stadionu Paulshöhe. Klubové barvy byly modrá a žlutá.
Největším úspěchem klubu byla celkem tříletá účast v Gaulize Nordmark a Gaulize Mecklenburg, jedné ze skupin tehdejší nejvyšší fotbalové soutěže na území Německa.

## Historické názvy
Zdroj: 
- 1903 – Schweriner FC 03 (Schweriner Fußballclub von 1903)
- 1938 – fúze s VfL Schwerin ⇒ Schweriner SV 03 (Schweriner Sportverein von 1903)
- 1945 – zánik

## Umístění v jednotlivých sezonách
Stručný přehled
Zdroj: 
- 1933–1934: Gauliga Nordmark
- 1934–1938: Bezirksliga Nordmark
- 1938–1939: Gauliga Nordmark
- 1939–1942: Bezirksliga Nordmark
- 1942–1943: Bezirksliga Mecklenburg
- 1943–1944: Gauliga Mecklenburg

Jednotlivé ročníky
Zdroj: 
Legenda: Z - zápasy, V - výhry, R - remízy, P - porážky, VG - vstřelené góly, OG - obdržené góly, +/- - rozdíl skóre, B - body, červené podbarvení - sestup, zelené podbarvení - postup, fialové podbarvení - reorganizace, změna skupiny či soutěže
| Velkoněmecká říše (1933 – 1944) |                         |        |     |     |     |     |     |     |     |     |        |
| Sezóny                          | Liga                    | Úroveň | Z   | V   | R   | P   | VG  | OG  | +/- | B   | Pozice |
| 1933/34                         | Gauliga Nordmark        | 1      | 18  | 1   | 1   | 16  | 22  | 119 | -97 | 3   | 10.    |
| 1934/35                         | Bezirksliga Nordmark    | 2      | ... | ... | ... | ... | ... | ... | ... | ... |        |
| 1935/36                         | Bezirksliga Nordmark    | 2      | ... | ... | ... | ... | ... | ... | ... | ... |        |
| 1936/37                         | Bezirksliga Nordmark    | 2      | ... | ... | ... | ... | ... | ... | ... | ... |        |
| 1937/38                         | Bezirksliga Nordmark    | 2      | ... | ... | ... | ... | ... | ... | ... | ... |        |
| 1938/39                         | Gauliga Nordmark        | 1      | 20  | 5   | 2   | 13  | 34  | 64  | -30 | 12  | 11.    |
| 1939/40                         | Bezirksliga Nordmark    | 2      | ... | ... | ... | ... | ... | ... | ... | ... |        |
| 1940/41                         | Bezirksliga Nordmark    | 2      | ... | ... | ... | ... | ... | ... | ... | ... |        |
| 1941/42                         | Bezirksliga Nordmark    | 2      | ... | ... | ... | ... | ... | ... | ... | ... |        |
| 1942/43                         | Bezirksliga Mecklenburg | 2      | ... | ... | ... | ... | ... | ... | ... | ... |        |
| 1943/44                         | Gauliga Mecklenburg     | 1      | 17  | 9   | 1   | 7   | 55  | 51  | +4  | 19  | 4.     |